# Contes cruels du Bushido
Pour plus de détails, voir Fiche technique et Distribution.
Contes cruels du Bushido (武士道残酷物語, Bushidō zankoku monogatari) est un film japonais réalisé par Tadashi Imai, sorti en 1963.

## Synopsis
Un homme, plongé dans le malheur après la tentative de suicide de sa fiancée, se remémore les atrocités endurées par ses ancêtres depuis le XVIIe siècle au nom du code d'honneur du bushido.

## Fiche technique
- Titre : Contes cruels du Bushido[1]
- Titre original : 武士道残酷物語 (Bushidō zankoku monogatari?)
- Réalisation : Tadashi Imai
- Scénario : Norio Nanjo, Yoshikata Yoda et Naoyuki Suzuki
- Musique : Toshirō Mayuzumi
- Photographie : Makoto Tsuboi
- Production : Hiroshi Okawa
- Société de production : Tōei
- Pays de production :  Japon
- Langue originale : japonais
- Format : noir et blanc - 2,35:1 - son mono
- Genre : jidai-geki, action, drame
- Durée : 123 minutes[2] (métrage : dix bobines - 3 357 m[2])
- Date de sortie :
  - Japon : 28 avril 1963[2]

## Distribution
- Kinnosuke Nakamura : Jirozaemon / Iikura / Sajiemon / Kyutaro / Shuzo / Shingo / Osamu / Susumu
- Eijirō Tōno : Shibiku-Shosuke Hori
- Kyōko Kishida : Dame Hagi
- Masayuki Mori : Seigneur Tambanokami Munemasa Hori
- Shinjirō Ehara (ja) : Shibiku-Shosuke Yasutaka Hori
- Ineko Arima : Maki, la femme de Shuzo

## Récompenses et distinctions
- Ours d'or à la Berlinale 1963[3]
- Prix Blue Ribbon du meilleur acteur pour Kinnosuke Nakamura[4]